# Polycera tricolor
Polycera tricolor is een slakkensoort uit de familie van de Polyceridae. De wetenschappelijke naam van de soort is voor het eerst geldig gepubliceerd in 1971 door Robilliard.